# Delarbrea montana
Delarbrea montana är en araliaväxtart som beskrevs av René Viguier. Delarbrea montana ingår i släktet Delarbrea och familjen Araliaceae.

## Underarter
Arten delas in i följande underarter:
- D. m. arborea
- D. m. montana